# Gregoria Apaza
Gregoria Apaza Nina (Ayo Ayo, província de Sica Sica, c. 1751 - La Paz, 6 de setembre de 1782) va ser una heroïna i revolucionària indígena aimara que va liderar, al costat del seu germà Túpac Katari (Julián Apaza) i la seva cunyada Bartolina Sisa, una de les rebel·lions més importants contra l'Imperi espanyol a l'Alt Perú.
Filla de Nicolás i Marcela, va estar casada amb Alejandro Pañuni, sagristà del lloc, amb qui va tenir un fill. També va estar vinculada sentimentalment a Andrés Túpac Amaru, nebot de Túpac Amaru II, qui se'ls uniria durant el segon setge a la ciutat espanyola de la Paz en 1781; amb ell, Gregoria Apaza va liderar l'assalt i presa de la ciutat de Sorata.
Va ser torturada i va morir executada el 6 de setembre de 1782 a La Paz, al costat de Bartolina Sisa.

## Biografia

### Primers anys
Se saben poques coses de la germana de Julián Apaza, àlies Túpac Katari. Sembla que va ser eclipsada, en la memòria col·lectiva i en la historiografia, pel seu germà i la seva cunyada Bartolina Sisa. Filla de Nicolás Apaza i Marcela Nina, va viure, fins a l'esclat de la rebel·lió de 1781, a la localitat d’Ayo Ayo, a 70 km de La Paz. Només parlava aimara, no sabia ni llegir ni escriure i no va rebre mai cap instrucció. Es va casar amb el sagristà Alejandro Pañuni i, quan es va unir a la rebel·lió, tenia un nen encara petit, segons el que es pot deduir dels documents que registren la seva confessió als tribunals espanyols.

### Insurrecció indígena
Sembla que Gregoria Apaza tenia una trentena d'anys quan el 1781 ho va deixar tot per a unir-se al seu germà, Julián Apaza, que li havia demanat d'unir-se a ell en la revolta indigena que estava liderant contra el poder espanyol. Igual que la seva cunyada Bartolina Sisa, va ser un valuós suport per a Túpac Katari complint el paper de general de l'exèrcit, administrant els béns resultants del saqueig, organitzant els camps i dirigint els guerrers al camp de batalla.

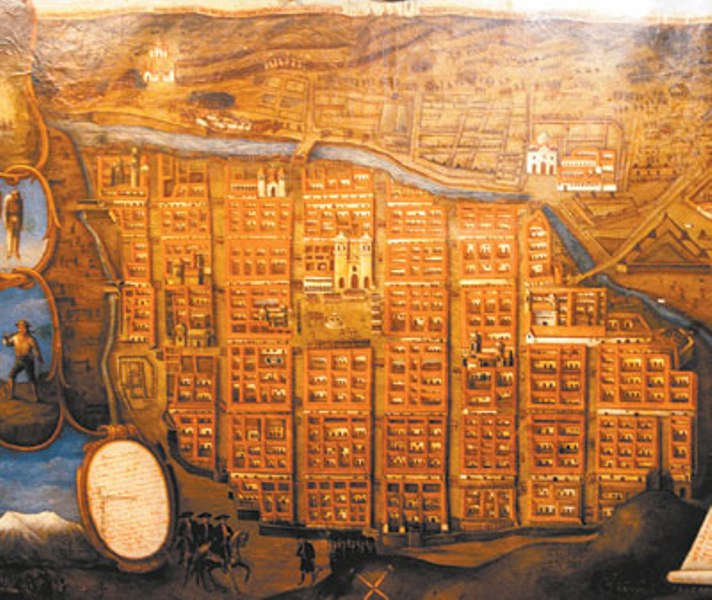
Plànol de La Paz el 1781, envoltada dels indígenes que liderava Túpac Katari.

Les tropes rebels van assetjar primer la ciutat de La Paz, després la ciutat de Sorata; quan Túpac Katari va haver d'abandonar els camps que envoltaven la ciutat de La Paz, va ser Gregoria Apaza, amb la seva cunyada, qui va assumir el comandament de les tropes aimara. Sembla que les dues dones van ser tan eficients que el setge que no es va notar l'absència de Túpac Katari. Gregoria Apaza era una dona dotada d’una gran intuïció per discernir les coses realment importants i reconèixer els moments decisius.
Mentre el poder de Túpac Katari es reforçava i la seva germana brillava com a cacic, aquell mateix any 1781 van arribar del Perú tropes aliades enviades pel cabdill José Gabriel Túpac Amaru com a reforç per als insurrectes. Al capdavant d'aquest exèrcit hi havia els joves Andrés Túpac Amaru, nebot del cabdill, un jove de 17 o 18 anys capaç de llegir i escriure i una persona valenta de gran perspicàcia militar. Gregoria Apaza i Andrés Túpac Amaru es van enamorar i junts van lluitar i van guanyar moltes batalles.
Després que el setge davant de La Paz semblés prou consolidat, Túpac Katari va encarregar a la seva germana la conquesta de la vall i el llogaret de Sorata, a uns 100 km a vol d'ocell al nord-nord-oest de La Paz. Gregoria Apaza i Andrés Túpac Amaru van aconseguir mantenir ben encerclada la ciutat de Sorata. Van fer construir també un embassament per acumular l'aigua resultant de la neu que es fonia, per després abocar-la sobre la ciutat; aquest gets militar va destruir les defenses de Sorata i inundar les cases. Gregoria i Andrés van prendre finalment la ciutat després de forts combats, i la parella s'hi va quedar un mes.
L’octubre de 1781, quan Andrés havia anat a Azángaro, al Perú, convocat per una carta del seu oncle, Gregoria es va assabentar que les tropes espanyoles havien aconseguit trencar el setge de La Paz i que Túpac Katari s'estava retirant al camp dels voltants. Quan els espanyols finalment van aconseguir agafar a Túpac Katari i la seva dona Bartolina Sisa, Gregoria va armar les seves tropes a Sorata i es va desplaçar amb el seu exèrcit cap a La Paz per tal d'ajudar el seu germà. Tanmateix, després d'una dura batalla, també va ser capturada.

### Execució
Gregoria Apaza i la seva cunyada van ser empresonades en una cel·la freda, fosca i humida on van esperar la pena durant vuit mesos. El 6 de setembre de 1782, condemnades per l’auditor Francisco Tadeo Díez de Medina, les dues líders aimara van ser penjades en presència d'una multitud a la plaça principal de La Paz. A Apaza i Sisa els havien posat una corona d’espines al front i les havien fer passejar nues sobre un ruc la distància de la presó fins al cadafal. Com a exemple, els seus cossos va ser esquarterat, van enviar les seves extremitats a diferents llocs on havien participar en la resistència per a ser exposades, els caps els van clavar en estaques i la resta del cos va ser incinerat perquè les cendres poguessin ser dispersades pel vent.